# Eleosoma

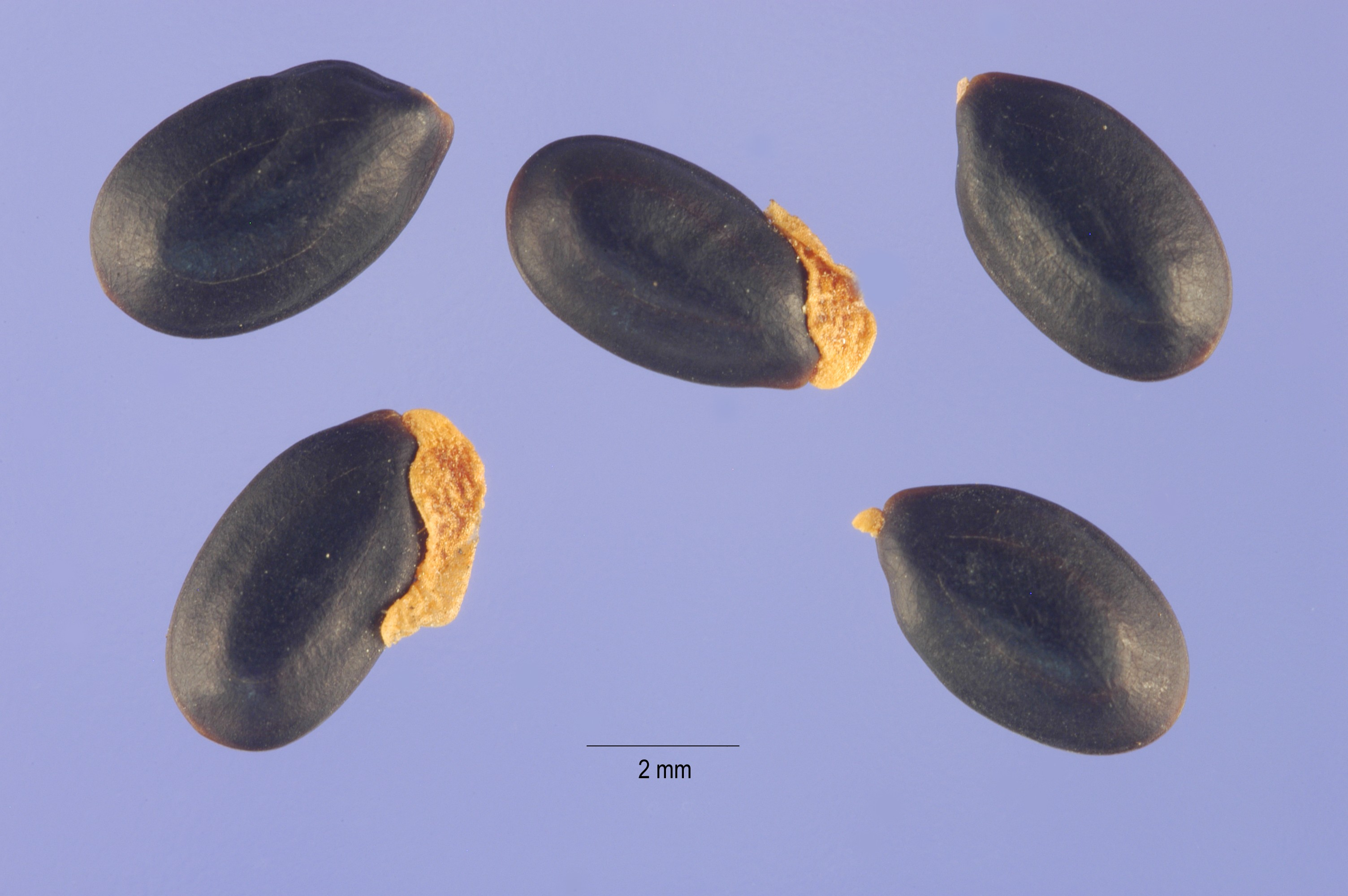
Semillas de Acacia dealbata, algunas portando todavía los arilos/eleosomas que sirven de recompensa a ciertas hormigas en un típico ejemplo de mutualismo.

Un eleosoma o elaiosoma es una reserva de substancias nutritivas (usualmente aceites, de ahí el nombre, del griego έλαιον, aceite, y σωμα, cuerpo) dispuesta en el exterior de la semilla de una planta superior. Su presencia está usualmente asociada a una dispersión zoócora, fundamentalmente por parte de ciertas especies de hormigas (mirmecocoria), que utilizan el eleosoma como alimento, quedando el resto de la semilla oculto bajo tierra y en disposición de germinar.
Los eleosomas se desarrollan de diversas formas a partir de tejidos de las semillas (chalaza, funículo, hilum, rafe-antirafe o de tejidos de la flor o del fruto (exocarpo, receptáculo, tubo, perigonio, estilo,...). Los diversos orígenes y vías de desarrollo aparentemente sirven a la misma función, que es atraer a las hormigas. Debido a que los eleosomas se encuentran presentes en por lo menos 11.000, y posiblemente hasta 23.000 especies de plantas, los eleosomas son un ejemplo muy relevante de evolución convergente en las plantas de flor.